# When the Shadows Beam
When the Shadows Beam è il secondo EP dei Silverstein, pubblicato nel 2002 e prodotto dalla band stessa. È il primo disco con Neil Boshart e Bill Hamilton nella formazione. Ne furono stampate solo 1000 copie ed è attualmente fuori catalogo, anche se tutte e 6 le tracce sono presenti in 18 Candles: The Early Years, una raccolta del 2006.
Wish I Could Forget You, Last Days of Summer e Red Light Pledge inoltre sono state registrate nuovamente per l'album d'esordio della band, When Broken Is Easily Fixed. Il titolo dell'EP deriva da una frase in Last Days of Summer, che è anche la prima canzone in cui Shane fa uso dello scream.
L'obiettivo della band nel registrare questo EP era quello di raccogliere tutte le migliori canzoni che aveva a disposizione, in modo da poterlo mandare in giro alle etichette ed anche venderlo nell'imminente primo tour del gruppo.

## Tracce
1. Red Light Pledge – 3:50
2. Dawn of The Fall – 4:16
3. Wish I Could Forget You – 3:26
4. Bleeds No More – 3:17
5. Last Days of Summer – 4:25
6. Waiting Four Years – 4:01

## Formazione
- Shane Told - voce
- Josh Bradford - chitarra ritmica
- Neil Boshart - chitarra
- Paul Koehler - batteria
- Bill Hamilton - basso